# Paracellaria cellarioides
Paracellaria cellarioides är en mossdjursart som beskrevs av Hayward och Thorpe 1989. Paracellaria cellarioides ingår i släktet Paracellaria och familjen Cellariidae. Inga underarter finns listade i Catalogue of Life.